# Catorga, Cetatea Albă
Catorga (în ucraineană Вільне, transliterat: Vilne) este un sat în comuna Serghiești din raionul Cetatea Albă, regiunea Odesa, Ucraina.

## Demografie
Componența lingvistică a localității Catorga
     Ucraineană (87,83%)
     Rusă (5,25%)
     Română (3,58%)
     Romani (1,67%)
     Bulgară (1,19%)
     Alte limbi (0,24%)
Conform recensământului din 2001, majoritatea populației localității Catorga era vorbitoare de ucraineană (87,83%), existând în minoritate și vorbitori de rusă (5,25%), română (3,58%), romani (1,67%) și bulgară (1,19%).